# Каялъ
Мехмед бей Каялъ (на турски: Khayālī Mehmed Bey) е турски поет от XVI век.

## Биография
Роден е в Енидже Вардар, Османската империя. Известен е и като Бекяр Меми (Bekār Memi), тъй като остава ерген. Не учи в медресе, а е самоук и от млад започва да пише поезия. Поетите Ушулъ и Хайретъ са му приятели. Основен източник за живота му е „Tedhkire“ на най-близкия му приятел Ашък челеби. Враг е на Яхия бей Дукагини.
Умира в 964 (1556) година в Одрин.